# Vicini terribili
Vicini terribili (Stickin' Around) è una serie animata canadese. I personaggi principali sono due bambini di 9 anni, di nome Bradley e Stacey. La serie ha vinto il Gemini Award per il "Miglior programma di animazione" nel 1998. Alcuni episodi sono stati trasmessi da Rai2 all'interno di Go-Cart mattina.

## Episodi
| Stagione         | Episodi | Prima TV originale |
| ---------------- | ------- | ------------------ |
| Prima stagione   | 13      | 1996               |
| Seconda stagione | 13      | 1997               |
| Terza stagione   | 13      | 1998               |

## Doppiaggio
| Nome del personaggio | Doppiatore originale | Doppiatore italiano |
| -------------------- | -------------------- | ------------------- |
| Bradley              | Ashley Brown         | Antonella Baldini   |
| Stacey Stickler      | Ashley Taylor        | Stella Musy         |
| Mr. Doddler          | Nicholas Rice        | Ambrogio Colombo    |
| Mr. Coffin           | Ben Campbell         | ?                   |
| Mr. Lederhosen       | Ron Rubin            | ?                   |
| Stanley Stickler     | Phillip Williams     | ?                   |
| Stella Stickler      | Catherine Disher     | ?                   |
| Gunther              | Michael Angelis      | ?                   |
| Lance                | Andrew Craig         | ?                   |
| Polly                | Marianna Galati      | ?                   |
| Dill                 | Daniel Goodfellow    | ?                   |
| Arthur               | Dan Green            | ?                   |
| Danny                | Richard Yearwood     | ?                   |